# Гамбанг
Гамба́нг — индонезийский ударный музыкальный инструмент. Состоит из деревянных (гамбанг кайю) или металлических (гамбанг гангса) пластинок, закреплённых в горизонтальном положении на деревянной подставке, нередко пышно украшенной росписью и резьбой.
Звук извлекается ударами двух деревянных палочек с плоской шайбообразной обмоткой на концах. Их держат свободно между большим и указательным пальцами, остальные пальцы используются для глушения звука. Звучание гамбанга громкое, резкое, особенно у гамбанг гангса.
Гамбанг имеет фиксированный строй, соответствующий 5-ступенному звукоряду слендро или 7-ступенному — пелог. Гамбанг является основой оркестра гамелан, строй которого зависит от его настройки. В гамелане гамбанг обычно исполняет основную тему, передавая её гендеру для вариационной разработки.